# Antilocapra
O antilocapra (Antilocapra americana), conhecido coloquialmente na América do Norte como antílope-americano (embora não seja um antílope) é um ungulado artiodáctilo girafoide nativo da América do Norte e um dos animais mais rápidos do mundo, com velocidades de corrida que atingem até 80 km/h. A espécie é a única do seu género e a única extante da família Antilocapridae e inclui quatro subespécies, com distribuições geográficas diferentes. É o parente vivo mais próximo dos girafídeos.

## Ecologia

### Descrição
O antilocapra macho pesa entre 45 e 60 kg, sendo a fêmea menor com 35 a 45 kg. Os machos possuem um par de cornos com cerca de 30 cm de comprimento, estruturados em torno de uma base óssea e forrados com uma substância pilosa que é renovada anualmente. Algumas fêmeas têm também cornos, sempre menores e mais rectilíneos que os dos machos. A coloração é de cor castanha dourada, com barriga, zona da cauda e queixo brancos. O antilocapra tem também duas riscas horizontais de cor branca na garganta. Os machos apresentam uma crina castanha e uma mascara mais escura em torno dos olhos. As crias de cor acinzentada nascem com 2 a 4 kg de peso.

### Habitat
O antilocapra é um animal herbívoro de hábitos gregários, que vive em manadas numerosas. A sua distribuição geográfica estende-se desde o sul dos estados de Saskatchewan e Alberta, no Canadá, à Baixa Califórnia e deserto de Sonora no México. O limite Este é demarcado pelo rio Missouri.

### Predadores
Os predadores naturais do antilocapra, especialmente dos juvenis, são lobos, coiotes e linces. Com uma velocidade máxima registada de 98 km/h, o antilocapra é o segundo animal mais rápido do mundo, ultrapassado apenas pela chita que vive na savana africana. Esta rapidez evoluíu como resposta à presença de predadores extremamente rápidos, não os actuais, mas a chita americana, extinta do Plistocénico.

## Conservação
Desde a sua descoberta que os antilocapras foram caçados em grande número pelos pioneiros americanos. A caça excessiva quase levou a espécie à extinção e em 1908 restavam apenas cerca de 20,000 exemplares. Subsequente protecção legal e banimento da caça possibilitou a recuperação e hoje em dia existem entre 2 a 3 milhões de antilocapras. A abundância da espécie obriga mesmo a caça organizada para efeitos de controlo de população.